# Алимаев, Карбоз
Карбо́з Алима́ев (1936 год, аул Бозколь) — тракторист совхоза «Бозколь» Казалинского района Кзыл-Ординской области, Казахская ССР. Герой Социалистического Труда (1967).

## Биография
Родился в 1936 году в ауле Бозколь. После окончания училища механизации сельского хозяйства с 1959 года работал механизатором в совхозе «Бозколь» Казалинского района. С 1964 по 1966 год ежегодно перевыполнял план на 141, 4 — 158 %.
В 1966 году обработал 1031 гектаров вместо запланированных 528 гектаров пашни. В этом же году намолотил в среднем по 125 центнеров риса с каждого гектара на участке площадью 33 гектаров. В 1967 году удостоен звания Героя Социалистического Труда «за достигнутые успехи в увеличении производства и заготовок зерна в 1966 году».

## Награды
- Герой Социалистического Труда — указом Президиума Верховного Совета СССР 19 апреля 1967 года
- Орден Ленина